# Departament V MSW
Departament V MSW – jednostka organizacyjna Ministerstwa Spraw Wewnętrznych wchodząca w skład Służby Bezpieczeństwa, funkcjonująca w Polskiej Rzeczypospolitej Ludowej w latach 1979–1989 (do 1981 r. pod nazwą Departament IIIA MSW). Do zakresu działania komórki należała ochrona operacyjna przemysłu i innych gałęzi gospodarki narodowej (w tym do 1981 r. również rolnictwa) oraz zwalczanie środowisk opozycyjnych w związanych z nimi zakładach pracy. Przed powstaniem departamentu analogiczne zadania wykonywały (od 1944 r.) różne piony operacyjne w organach bezpieczeństwa państwa.

## Historia zmian strukturalnych

### Ochrona gospodarki w MBP
Na początku działalności Resortu Bezpieczeństwa Publicznego całością spraw operacyjnych, w tym również zabezpieczeniem poszczególnych działów gospodarki narodowej, zajmował się Wydział Operacyjny (Kontrwywiad) RBP zorganizowany 1 sierpnia 1944 r. Po przemianowaniu resortu na Ministerstwo Bezpieczeństwa Publicznego 1 stycznia 1945 r. w miejsce tego wydziału utworzono Departament I MBP. Jego terenowymi odpowiednikami były wydziały I w wojewódzkich urzędach bezpieczeństwa publicznego.
Wyodrębnienie pionu z Departamentu I MBP nastąpiło po wydaniu rozkazu nr 51 ministra z 6 września 1945 r., zgodnie z którym zorganizowany został Departament IV MBP nazywany także Departamentem Ekonomicznym MBP. Jednostka odpowiadała za operacyjną ochronę przemysłu, handlu, finansów, rolnictwa, leśnictwa, transportu, łączności oraz odbudowy. W WUBP zadania departamentu realizowały wydziały IV, a także podległe naczelnikom tych wydziałów ekspozytury kolejowe. Integralną częścią pionu IV były również referaty ochrony działające przy ważniejszych zakładach przemysłowych oraz referaty wojskowe działające przy zakładach przemysłu zbrojeniowego.

### Ochrona komunikacji i przemysłu ciężkiego w MBP
Po kilku latach funkcjonowania Departamentu IV MBP dokonano w nim zmian strukturalnych poprzez wydzielenie niektórych spraw i utworzenie kolejnych samodzielnych komórek ministerstwa. Pierwszą z nich był Departament VIII MBP określany także jako Departament Komunikacyjny MBP. Jego organizowanie rozpoczęto w październiku 1950 r., zaś formalne powołanie nastąpiło na mocy rozkazu organizacyjnego nr 0138 ministra z 27 grudnia 1950 r. Do zadań nowego pionu należała ochrona operacyjna transportu drogowego, kolejowego, wodnego i lotniczego. Jednostkami terenowymi departamentu były wydziały komunikacji WUBP utworzone na początku 1951 r., a rok później przemianowane na wydziały VIII WUBP.
Następną strukturą wyodrębnioną z Departamentu IV MBP stał się Departament IX MBP utworzony na podstawie rozkazu organizacyjnego nr 01 ministra z 8 stycznia 1953 r. Komórka prowadziła działalność z zakresu operacyjnej ochrony przemysłu ciężkiego i specjalnego (zbrojeniowego), na szczeblu lokalnym za sprawy te odpowiadały wydziały IX WUBP. Wprowadzona zmiana okazała się jednak nietrwała, gdyż po kilkunastu miesiącach zgodnie z rozkazem organizacyjnym nr 046 ministra z 12 czerwca 1954 r. struktury Departamentu IX MBP zostały z powrotem włączone do Departamentu IV MBP (analogicznych zmian dokonano także w terenie). Ponadto na mocy rozkazu organizacyjnego nr 047 ministra z 12 czerwca 1954 r. z tak przekształconej jednostki wydzielono zagadnienia zabezpieczenia rolnictwa i utworzono samodzielny Inspektorat Wiejski MBP (oraz inspektoraty wiejskie w ramach WUBP).

### Ochrona gospodarki i komunikacji w KdsBP
W związku ze zlikwidowaniem Ministerstwa Bezpieczeństwa Publicznego w grudniu 1954 r. jednostki organizacyjne UB zostały podporządkowane Komitetowi do Spraw Bezpieczeństwa Publicznego. W nowej instytucji komórką odpowiedzialną za walkę z wrogą działalnością w gospodarce narodowej stał się Departament IV KdsBP utworzony na bazie Departamentu IV MBP, Inspektoratu Wiejskiego MBP oraz Wydziału III Departamentu II MBP (ds. ochrony obiektów łączności) zgodnie z rozkazem organizacyjnym nr 07 przewodniczącego komitetu z 10 marca 1955 r. Walkę z wrogą działalnością w transporcie przejął natomiast Departament V KdsBP utworzony w miejsce Departamentu VIII MBP rozkazem organizacyjnym nr 08 przewodniczącego komitetu z 10 marca 1955 r. Struktury te (wraz z odpowiadającymi im wydziałami IV i V w wojewódzkich urzędach ds. bezpieczeństwa publicznego) funkcjonowały do momentu zniesienia KdsBP pod koniec 1956 r.

### Ochrona gospodarki w pionie III MSW
Po przekazaniu jednostek KdsBP (pod nazwą Służba Bezpieczeństwa) do Ministerstwa Spraw Wewnętrznych ochrona operacyjna gospodarki przeszła do zakresu działania Departamentu III MSW, który objął wówczas wszelkie sprawy związane ze zwalczaniem działalności antypaństwowej w kraju. Utworzenie tej komórki nastąpiło na mocy zarządzenia nr 00238 ministra z 29 listopada 1956 r. wprowadzającego nową strukturę MSW. Ekspozytury terenowe departamentu w postaci wydziałów III zostały ulokowane w pionach bezpieczeństwa komend wojewódzkich Milicji Obywatelskiej zorganizowanych po zlikwidowaniu dotychczasowych WUdsBP.
Ochrona gospodarki narodowej pozostawała w ramach pionu III aż do 1979 r., jednak pierwsze inicjatywy w sprawie ich ponownego usamodzielnienia pojawiły się już kilka lat wcześniej. We wrześniu 1972 r. z kilku sekcji Wydziału III Komendy Stołecznej Milicji Obywatelskiej w Warszawie utworzony został Wydział IIIA. W następnych latach powstały kolejne wydziały IIIA KW MO: w czerwcu 1975 r. w Katowicach, Krakowie, Łodzi, Poznaniu i Wrocławiu, a w styczniu 1978 r. w Gdańsku i Kielcach. Podziału kompetencji dokonano zgodnie z marksistowską definicją bazy i nadbudowy: wydziały IIIA (nadal jako część pionu III) objęły kwestie zabezpieczenia środków produkcji i siły roboczej, natomiast wydziały III odpowiadały za pracę operacyjną w sferze ideologii, kultury, nauki, szkolnictwa itp. W czerwcu 1978 r. w KS MO w Warszawie z Wydziału IIIA wyodrębniono dodatkowo Wydział IIIA-1, który przejął część jego zdań.

### Departament IIIA / V MSW
Reforma struktur SB na szczeblu terenowym spowodowała również zmiany w centrali. 15 stycznia 1979 r. na podstawie decyzji nr 02 ministra z 5 stycznia 1979 r. rozpoczęto prace nad utworzeniem nowej jednostki poprzez wydzielenie odpowiednich struktur Departamentu III MSW (wydziały: V, VI i VII oraz częściowo wydziały: I i VIII). Ostatecznie Departament IIIA MSW został powołany 1 maja 1979 r., co uregulowano zarządzeniem organizacyjnym nr 039 ministra z 16 maja 1979 r. W tym samym czasie trwało również organizowanie wydziałów IIIA we wszystkich komendach wojewódzkich. Zakres zadań pionu IIIA (czyli ochrona operacyjna gospodarki narodowej, w tym również przeciwdziałanie środowiskom opozycyjnym) pozostawał bez zmian do początku 1981 r., gdy zgodnie z zarządzeniem nr 003 ministra z 16 lutego 1981 r. ochronę transportu, obiektów komunikacji i łączności przeniesiono do Departamentu II MSW, a zarządzeniem nr 005 ministra z tego samego dnia problematykę rolnictwa i gospodarki żywnościowej przekazano do właściwości Departamentu IV MSW (w grudniu 1984 r. sprawy te przejął nowo utworzony Departament VI MSW).
Przemianowanie Departamentu IIIA MSW na Departament V MSW nastąpiło 1 grudnia 1981 r., formalnie na mocy zarządzenia organizacyjnego nr 0128 ministra z 7 grudnia 1981 r. Po reformie centrali ministerstwa (polegającej na pogrupowaniu jednostek w tzw. służby MSW) nadzór nad komórką objął szef Służby Bezpieczeństwa w randze podsekretarza stanu. W komendach wojewódzkich Milicji Obywatelskiej (przekształconych w sierpniu 1983 r. w wojewódzkie urzędy spraw wewnętrznych) na bazie wydziałów IIIA powołano wydziały V, a w Warszawie w miejsce Wydziału IIIA-1 dodatkowo Wydział V-1. Kolejne wydziały V-1 powstały w lutym 1982 r. w Katowicach oraz w styczniu 1983 r. we Wrocławiu, ponadto utworzone zostały dwa wydziały V-2: w lutym 1982 r. w Katowicach oraz w marcu 1982 r. w Warszawie. W ramach pionu od grudnia 1988 r. działalność prowadził także Inspektorat Operacyjnej Ochrony Elektrowni Jądrowej w Żarnowcu przy WUSW w Gdańsku.
Zgodnie z zarządzeniem nr 0083 ministra z 4 listopada 1983 r. do Departamentu V MSW powróciły sprawy ochrony operacyjnej ochrony obiektów komunikacji i łączności. Po tym przekształceniu wewnętrzna organizacja jednostki przedstawiała się następująco:
- Wydział I (funkcje analityczne)
- Wydział II (zabezpieczenie operacyjne i logistyczne)
- Wydział III (przeciwdziałanie „Solidarności”)
- Wydział IV (kontrola operacyjna organizacji i instytucji technicznych oraz organizowanych przez nie zjazdów i kongresów)
- Wydział V (ochrona operacyjna górnictwa i energetyki)
- Wydział VI (ochrona operacyjna przemysłu)
- Wydział VII (ochrona operacyjna budownictwa, handlu i spółdzielczości)
- Wydział VIII (ochrona operacyjna komunikacji i łączności)

Działalność pionu V trwała do czasu rozpoczęcia w Polsce transformacji ustrojowej. Jeszcze przed powołaniem rządu Tadeusza Mazowieckiego na mocy zarządzenia nr 075 ministra z 24 sierpnia 1989 r. w resorcie spraw wewnętrznych wprowadzono zmiany organizacyjne mające na celu dostosowanie go do nowych realiów politycznych. Zgodnie z tym dokumentem Departament V MSW został (wraz z Departamentem VI MSW i Głównym Inspektoratem Ochrony Przemysłu MSW) 1 września 1989 r. przekształcony w Departament Ochrony Gospodarki MSW, natomiast odpowiednie zmiany w terenie nastąpiły 1 listopada 1989 r. Nowy pion przetrwał do czasu zlikwidowania Służby Bezpieczeństwa i utworzenia Urzędu Ochrony Państwa (w okresie od 10 maja 1990 r. do 31 lipca 1990 r.).

## Kierownictwo
Dyrektorzy Departamentu IV MBP / KdsBP:
- ppłk/płk Aleksander Wolski (1 października 1945 r. – 19 czerwca 1947 r.)
- płk Józef Kratko (20 czerwca 1947 r. – 14 stycznia 1953 r.)
- ppłk Bolesław Galczewski (15 stycznia 1953 r. – 14 lutego 1954 r.)
- ppłk Jan Górecki (1 stycznia 1955 r. – 28 listopada 1956 r.)

Dyrektorzy Departamentu VIII MBP / Departamentu V KdsBP:
- mjr Czesław Radziukiewicz (p.o.) (16 października 1950 r. – 31 października 1951 r.)
- ppłk/płk Jan Zabawski (1 listopada 1951 r. – 31 maja 1955 r.)
- płk Józef Jurkowski (1 czerwca 1955 r. – 31 maja 1956 r.)
- mjr Daniel Kubajewski (p.o.) (1 czerwca 1956 r. – 14 września 1956 r.)
- mjr Daniel Kubajewski (15 września 1956 r. – 16 listopada 1956 r.)

Dyrektor Departamentu IX MBP:
- ppłk Stanisław Wolański (15 stycznia 1953 r. – 9 października 1953 r.)

Dyrektorzy Departamentu IIIA / V MSW:
- płk/gen. bryg. Władysław Ciastoń (1 maja 1979 r. – 25 listopada 1981 r.)
- płk/gen. bryg. Józef Sasin (7 grudnia 1981 r. – 24 sierpnia 1989 r.)